# سن مرتن در
شهر سن مرتن در (به فرانسوی: Saint-Martin-d'Hères) در شهرستان ایزر در ناحیه رون-آلپ با جمعیت ۳۵٬۲۱۷ نفر در کشور فرانسه واقع شده‌است

## تاریخ شهر
کمون در حدود ۱۱۰۰ جایی که کلیسای سنت مارتین در آن واقع شده بود ایجاد شد. در قرون وسطی، در بعضی از نقاط توسط اربابان قلعه ژیروس و در زمانهای دیگر توسط اسقف گرنوبل اداره می‌شد، که با مشاغل سابق اختلافات مذهبی و سکولاری داشت. [۲] [۳] این شهر تا قرن نوزدهم که نخستین پیشرفت‌های صنعتی خود را با افتتاح راه‌ها و راه‌آهن مشاهده کرد، به عنوان یک منطقه عمدتاً روستایی باقی مانده‌است. در دهه ۱۹۵۰ و ۱۹۶۰ این شهر شاهد «دوره جدید» با گسترش جمعیتی قابل توجه ناشی از نصب دانشگاه گرنوبل بود. [۲]
این شهر در شمال با Isère محدود است. این منطقه در منطقه ای قرار دارد که از نظر تاریخی مستعد جاری شدن سیلاب توسط آن و جریان‌های مگن و سونانت است، گرچه سیل‌ها از زمان ساخت دایک‌ها و کانال سازی کانال‌های موگن و سونانت متوقف شده‌اند. [۴]

## مراکز تحصیلی
سن مارتین-d'Hères خانه دانشگاه دانشگاه اصلی Grenoble Alpes "Domaine Universitaire de Grenoble"، مرکز آموزش عالی در منطقه است. این دانشگاه دارای مرکز حق رایزنی Center universitaire d'études (CUEF) است. CUEF آموزش زبان دوم را به زبان فرانسوی ارائه می‌دهد و دانشجویان بسیاری از کشورهای خارجی را به خود جذب می‌کند. چندین دانشگاه در ایالات متحده از برنامه‌های تحصیل در خارج از کشور وابسته به CUEF حمایت می‌کنند.